# أحمد بن طارق البغدادي
أحمد بن طارق بن سنان بن طارق، أبو الرضا القرشي العامري الكركي الأصل، البغدادي المولد، الشافعي المذهب، وكان يمتهن التجارة ببغداد.
ولد في شهر ربيع الأول عام 527هـ/1133م في بغداد، وكان محدثا من رواة الحديث عند أهل السنة والجماعة، وسمع الحديث النبوي من: أبي منصور موهوب بن الجواليقي، وأبي الفضل بن الأرموي، وأحمد بن طاهر الميهني، ونصر بن نصر، ومحمد بن طراد النقيب، ومحمد بن عبيد الله الرطبي، وفي مكة سمع الحديث النبوي من عبد الرحيم ابن شيخ الشيوخ، وجماعة.، 

## وفاته
توفي في بغداد ليلة 26 ذي الحجة عام 592 هـ/1196م، ودفن في المقبرة الوردية.